# Yohann Gène
Pour les articles homonymes, voir Gène (homonymie).
Yohann Gène, né le 25 juin 1981 à Pointe-à-Pitre, est un coureur cycliste français, professionnel entre 2005 et 2019. Il remporte sa première victoire professionnelle lors de la dernière étape du Tour de Langkawi 2009.

## Biographie
Il intègre en 2005 l'équipe Bouygues Telecom après avoir été deux ans stagiaire chez Brioches La Boulangère.
Son premier succès a lieu début 2009 lorsqu'il remporte la 7e et dernière étape du Tour de Langkawi.
En 2010, il remporte la 5e étape de la Tropicale Amissa Bongo. 
Il récidive l'année suivante en remportant cette fois-ci deux étapes sur cette épreuve. Il s'impose aussi lors de la 3e étape du Tour d'Afrique du Sud. Cette même année, il est sélectionné pour participer à son premier Tour de France, toujours sous le maillot de la formation de Jean-René Bernaudeau, Europcar. Il est le premier cycliste noir à participer au Tour.
En 2012 il gagne de nouveau à deux reprises lors de la Tropicale Amissa Bongo, court son deuxième Tour de France et se classe troisième de la Châteauroux Classic de l'Indre.
La saison 2013 voit le coureur de la formation Europcar s'adjuger le classement général de la Tropicale Amissa Bongo ainsi qu'une étape. Il s'impose aussi lors de la seconde étape de la Route du Sud à Villecomtal-sur-Arros dans le Gers ce qui constitue sa première victoire sur une épreuve de l'UCI Europe Tour. En effet, Yohann Gène a la particularité d'avoir acquis ses neuf premiers succès professionnels hors du continent européen, en Afrique et en Asie.
En 2014 il s'impose au sprint lors de la troisième étape des Boucles de la Mayenne. 
L'année suivante il remporte le classement par points de la Tropicale Amissa Bongo et participe pour la cinquième fois au Tour de France. Il finit l'épreuve en 137e position après avoir rempli un rôle d'équipier pour ses leaders Pierre Rolland et Bryan Coquard.
Il ne gagne aucune course en 2016 mais s'adjuge pour la seconde fois le classement général de la Tropicale Amissa Bongo la saison suivante. Il est au départ de son septième Tour de France en juillet 2017 et termine l'épreuve en 134e position.
Au cours des saisons 2018 et 2019, il se cantonne à son rôle d'équipier et parfois de capitaine de route auprès des jeunes coureurs de sa formation. Son meilleur résultat pendant cette période est une septième place obtenue lors de la deuxième étape du Tour de Burgos. En juin 2019, il annonce qu'il compte mettre fin à sa carrière de coureur cycliste à la fin de la saison comme ses compatriotes Romain Feillu et Samuel Dumoulin.

## Palmarès et classement mondiaux

### Palmarès amateur
- 2001
  - 3e du Tour du Haut-Béarn
- 2002
  - 7e étape du Circuit des plages vendéennes
  - Deux Jours cyclistes de Machecoul
  - 3e du Tour d'Eure-et-Loir
- 2003
  - Circuit U Littoral
  - Jard-Les Herbiers
  - 2e du Circuit de la vallée de la Loire
  - 2e de la Côte picarde
  - 3e de la Roue tourangelle
- 2004
  - 3e du Circuit de la vallée de la Loire
  - 3e du Circuit U Littoral

### Palmarès professionnel
- 2009
  - 7e étape du Tour de Langkawi
- 2010

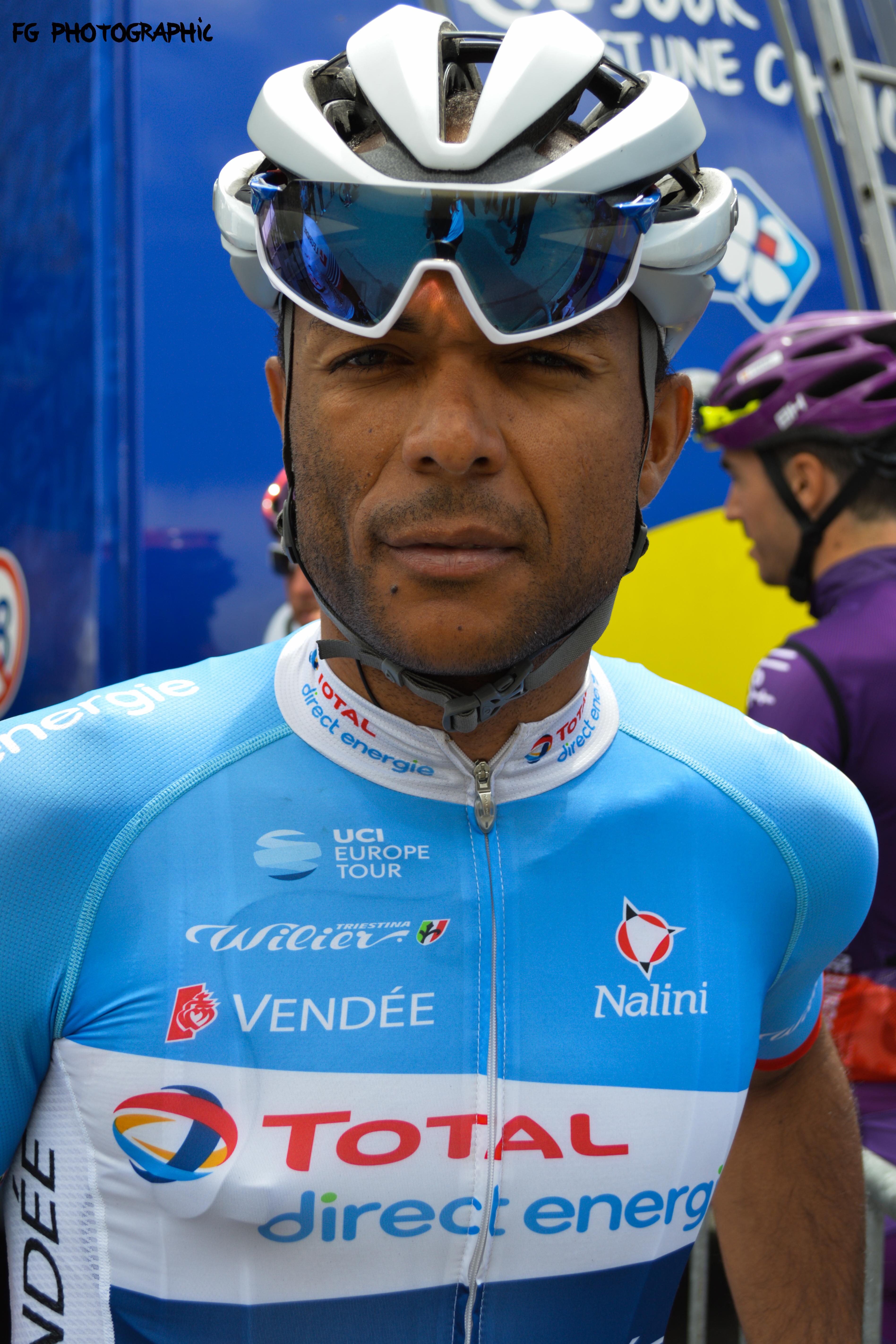
Yohann GENE - Juin 2019

  - 5e étape de la Tropicale Amissa Bongo
  - 2e de la Val d'Ille U Classic 35
- 2011
  - 2e et 5e étapes de la Tropicale Amissa Bongo
  - 3e étape du Tour d'Afrique du Sud

- 2012
  - 1re et 5e étapes de la Tropicale Amissa Bongo
  - 3e de la Châteauroux Classic de l'Indre
- 2013
  - Tropicale Amissa Bongo :
    - Classement général
    - 6e étape

  - 2e étape de la Route du Sud
- 2014
  - 3e étape des Boucles de la Mayenne
- 2017
  - Tropicale Amissa Bongo :
    - Classement général
    - 5e étape

### Résultats sur les grands tours

#### Tour de France

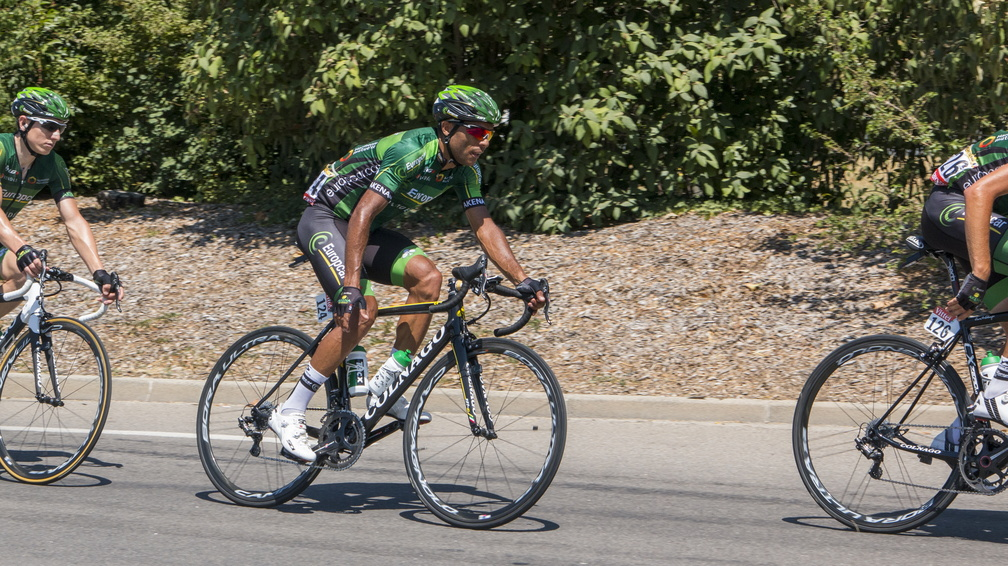
Yohann Gène durant le Tour de France 2015

7 participations
- 2011 : 158e
- 2012 : 139e
- 2013 : 158e
- 2014 : 128e
- 2015 : 137e
- 2016 : 158e
- 2017 : 134e

#### Tour d'Italie
3 participations
- 2006 : 149e
- 2007 : abandon (6e étape)
- 2009 : abandon (16e étape)

#### Tour d'Espagne
1 participation
- 2005 : 126e

### Classements mondiaux
| Année           | 2010 | 2011 | 2012 | 2013 | 2014 | 2015 |
| --------------- | ---- | ---- | ---- | ---- | ---- | ---- |
| UCI World Tour  |      |      |      |      | 178e |      |
| UCI Africa Tour | 29e  | 25e  | 15e  | 4e   |      | 46e  |
| UCI Asia Tour   |      |      | 202e |      |      |      |
| UCI Europe Tour | 299e | 787e | 283e | 650e |      |      |